# みこくのほまれ
みこくのほまれ（5月18日 - ）は、日本の漫画家。女性。愛知県名古屋市出身、九州地方在住。

## 人物
ペンネームの由来は、公園で見かけた肥後椿「御国の誉」のネームプレートが印象に残ったことから、当時飼育していたスナネズミの名前にし、『漫画ばんがいち』に投稿する際にペンネームを考えていなかったため名前を借りたと、公式の掲示板で回答している。
成人向けとして『comicキャンドール』（実業之日本社）にてテーマ別読み切り短編を毎月、『漫画ばんがいち』（コアマガジン）にて連載作品を不定期に発表している。その後、一般誌である『月刊キスカ』（竹書房）や『週刊漫画TIMES』（芳文社）にて連載を開始している。
また、みこいちご名義で『まんが4コマKINGSぱれっと』（一迅社）などで一般向け作品を発表している。

## 作風
作者本人が犬歯の長い女の子が大好きと公言していることもあり、登場する女の子の多くが（特に『とらぶるえっち』では全員）犬歯が目立つ。
濡れ場シーンのある無しにかかわらず、女の子が巨乳である確率が非常に高い。
様々なフェティシズムに造詣が深く、それぞれ異なったフェティシズムを持った女の子たちが主人公のオムニバス作品『タイヘン♥ヘンタイ』を執筆している。特にバルーンフェティシズムに拘りが強く、『タイヘン♥ヘンタイ』の次作となる『必撮!パイパイトーク』にも、一話ほぼ丸ごとゴム風船に特化したエピソードを描いている。
『comicキャンドール』では純愛系、『漫画ばんがいち』では（やや）鬼畜系と、読者層を考慮して描き分けている。

## 作品リスト

### 連載中
- 『クラスで1番のボスギャルは僕の前だけかわいいえっちな幼なじみ』 （プレステージ出版、電子書籍）
- 『処女姫〜なぜか童貞しか勇者になれない異世界から来たんですけど』 （コアマガジン、電子書籍）

## 単行本リスト
1. 『まりあの夢に向かって第1歩』 2002年9月5日発売[4]、コアマガジン〈ホットミルクコミックシリーズ149〉、ISBN 4-87734-575-2
2. 『ショーウィンドウの向こう』 2004年4月5日発売[4]、コアマガジン〈ホットミルクコミックシリーズ172〉、ISBN 4-87734-704-6
3. 『べびーしったぁ』 2004年12月21日発売[5]、富士美出版〈富士美コミックス〉、ISBN 4-89421-610-8
4. 『とくもり♥』 2006年6月29日発売、実業之日本社〈マンサンコミックス〉、ISBN 4-408-17006-2
5. 『とっておき♥』 2007年10月29日発売[6]、実業之日本社〈マンサンコミックス〉、ISBN 978-4-408-17089-3
6. 『とらぶるえっち♥』 2008年10月29日発売、実業之日本社〈マンサンコミックス〉、ISBN 978-4-408-17151-7
7. 『幼なじみ』 2009年6月29日発売、実業之日本社〈マンサンコミックス〉、ISBN 978-4-408-17192-0
8. 『はつこい』 2010年3月29日発売、実業之日本社〈マンサンコミックス〉、ISBN 978-4-408-17241-5
9. 『ボク☆すき』 2010年12月27日発売[7]、実業之日本社〈マンサンコミックス〉、ISBN 978-4-408-17288-0
10. 『クラスめいと』 2011年10月29日発売[8]、実業之日本社〈マンサンコミックス〉、ISBN 978-4-408-17352-8
11. 『むらむす むらむらむらむらむら娘』 2013年6月27日発売[9]、竹書房〈バンブーコミックス COLORFUL SELECT〉、ISBN 978-4-8124-8324-4
12. 『ふくらみ 乙女の恋いろは』 2014年4月16日発売[10]、芳文社〈芳文社コミックス〉、ISBN 978-4-8322-3401-7
13. 『タイヘン♥ヘンタイ』 竹書房〈バンブーコミックス〉、全2巻
  1. 2014年12月6日発売[11]、ISBN 978-4-8019-5050-4
  2. 2015年8月7日発売[12]、ISBN 978-4-8019-5323-9
14. 『ちぇんじ!』 2015年1月15日発売[13]、芳文社〈芳文社コミックス〉、ISBN 978-4-8322-3438-3
15. 『まりあちゃんのつぼみ』 2015年2月28日発売[4]、コアマガジン〈ホットミルクコミックスEX28〉、ISBN 978-4-86436-746-2
16. 『八重歯のまりあちゃん』 2016年7月25日発売[4]、コアマガジン〈ホットミルクコミックスEX29〉、ISBN 978-4-86436-919-0
17. 『必撮!パイパイトーク』 2016年7月27日発売[14]、竹書房〈バンブーコミックス〉、ISBN 978-4-8019-5598-1
18. 『サキちゃんは今夜もぺこぺこ』 原案：studioHIP-CATs、芳文社『週刊漫画TIMES』連載、〈芳文社コミックス〉、全5巻
  1. 2017年9月15日発売[15]、ISBN 978-4-8322-3569-4
  2. 2018年3月16日発売[15]、ISBN 978-4-8322-3601-1
  3. 2018年10月16日発売[15]、ISBN 978-4-8322-3637-0
  4. 2019年6月13日発売[15]、ISBN 978-4-8322-3680-6
  5. 2020年5月14日発売[15]、ISBN 978-4-8322-3740-7